# Nikolaus von Troilo
Nikolaus von Troilo (auch: Nicolaus von Troylo; lateinisch Nicolaus Troilus; * 25. Januar 1582 in Breslau, Fürstentum Breslau; † 3. Dezember 1640 ebenda) war residierender Domherr in Breslau. Er gehörte zu einer der einflussreichsten Familien Breslaus.

## Leben
Nikolaus von Troilo entstammte dem italienisch-südtiroler Adelsgeschlecht Troilo. Seine Eltern waren Johann Franz von Troilo, der vor 1572 aus Bozen nach Breslau ausgewandert war, und Katharina von Freund aus Polnisch Weistritz im Fürstentum Schweidnitz.
Zusammen mit seinem jüngeren Bruder Franz Gottfried wurde Nikolaus 1597 von seinem Vater zum Studium an das Prager Jesuitenkollegium Clementinum gegeben, das 1562 die Universitätsrechte erhalten hatte. Noch vor der Immatrikulation hatte der Vater die Zusicherung des Kardinals Aldobrandini erhalten, dass sein Sohn Nikolaus das nächste frei werdende Kanonikat in Breslau erhalten werde. Bereits für das Jahr 1598 ist er als Breslauer Domherr belegt. In Prag, das damals unter Rudolf II. Hauptstadt des Reiches war, erhielt Nikolaus einen umfassenden Einblick in Kunst und Wissenschaft. Da zur gleichen Zeit mehrere Schlesier am Clementinum studierten, schloss er dort zahlreiche Freundschaften, u. a. mit den späteren Breslauer Domherren Michael Hiltprandt und Friedrich Berg(h) (1576–1641) sowie dem späteren Kammerpräsidenten von Schlesien, Karl Hannibal von Dohna.
Ab dem Jahr 1600 studierte Nikolaus von Troilo als Alumne des Germanicums Kanonisches- und Zivilrecht am Collegio Romano in Rom, wo ihm von den Päpsten Clemens VIII., Leo XI. und Paul V. der Titel eines Päpstlichen Hausprälaten verliehen wurde. Nachdem er auch das Römische Bürgerrecht erhalten hatte, durfte er sich als „Civis et Patritius Romanus“ bezeichnen. Noch bevor er das Triennium erreichte, wurde er vom Papst zum Dekan des Breslauer Domkapitels bestimmt. Vermutlich deshalb erteilte das Domkapitel seine Zustimmung zu der Ernennung erst am 20. Oktober 1606.
Als Domdekan bekleidete Troilo nach dem – häufig abwesenden – Dompropst das zweite Amt im Domkapitel. Der seit 1608 amtierende Bischof Karl von Österreich betraute ihn mehrmals mit herausragenden Aufgaben, zumal er selbst 1613 zusätzlich zum Bischof von Brixen gewählt wurde. Während seiner Breslauer Abwesenheiten setzte er Troilo mehrfach als Bistumsadministrator ein.
Nach den für die schlesischen Protestanten mit dem Majestätsbrief 1609 gewährten Erleichterungen verschärfte sich der konfessionelle Konflikt. Nach dem Ständeaufstand in Böhmen 1618 war Bischof Karl nicht bereit, den Forderungen der evangelischen Stände nachzugeben. Deshalb verließ er im September 1619 Schlesien. Zu den von ihm eingesetzten Administratoren gehörte an der Spitze der Dekan Troilo. Schließlich leistete dieser am 22. Oktober 1619 im Breslauer Rathaus für das Domkapitel den Eid auf die Böhmische Konföderation. Die Konsequenz daraus war, dass das Domkapitel dem neuen böhmischen König Friedrich, der 1620 Breslau besuchte, am 28. Februar huldigen musste. Für die Ablegung des Eides hatte das Domkapitel seinen Dekan Troilo bestimmt. Damit fiel er bei seinem vorgesetzten Bischof Karl in Ungnade. Erst nach dessen Rückkehr im Dezember 1621 kam es zur Versöhnung. Allerdings übertrug ihm der Bischof keine Vertretungsaufgaben mehr.
Auch nach dem Tod des Bischofs Karl 1624 setzte sich Troilo unter dessen Nachfolger Karl Ferdinand Wasa dafür ein, die Katholische Kirche der schlesischen und nicht der kaiserlichen Staatsräson zu unterstellen. Dennoch verlieh ihm Kaiser Ferdinand II am 7. Juni 1628 Amt und Würde eines Hofpfalzgrafen. Zu den damit verbundene Privilegien gehörte u. a. das Recht, Notare und Richter zu ernennen, unehelich Geborenen die Rechte von ehelich Geborenen zu verleihen, Vormünde und Rechtspfleger einzusetzen, Personen aus der Leibeigenschaft zu entlassen, Straffällige straffrei zu stellen und gesellschaftlich zu rehabilitieren, niedrige akademische Grade zu verleihen sowie in geistlichen und weltlichen Fragen Recht zu sprechen.
1629 übertrug ihm Ferdinand II. die Leitung einer Kommission, die die Beschwerden des Breslauer Dominikanerklosters untersuchen und beheben sollte. Im gleichen Jahr wurde er mit der Neuordnung des katholischen Schulwesens betraut. Im Dreißigjährigen Krieg ließ er 1632 das Archiv des Domkapitels von der Dominsel in die Stadt schaffen und er selbst zog in sein Haus am Breslauer Neumarkt. Kurze Zeit später wurde die Dominsel von den Schweden verwüstet und die erbeuteten Wertgegenstände verschleppt. Erst 1637 konnte Troilo in sein Dekanshaus zurückkehren. Ein Jahr später erwarb er sich Verdienste um die Jesuiten, die damals nach Breslau zurückkehren konnten. Zudem war er Scholastikus des Breslauer Kreuzstifts und am Glogauer Domstift sowie Archidiakon von Liegnitz.
Als einer der ersten nichtprotestantischen Schlesier wurde Troilo im Dezember 1627 in die Fruchtbringende Gesellschaft aufgenommen. Sein Gesellschaftsname dort war «der Widerstrebende».
Nikolaus von Troilo soll der Auftraggeber des Gemäldes „Das Festmahl des Herodes und die Enthauptung Johannes des Täufers“ sein, das 1640–1642 der Breslauer Maler Bartholomäus Strobel schuf. Er war aus politischen Gründen 1634 nach Polen geflohen, wo er in Danzig, Thorn und Elbing unter dem Schutz des Reichsgrafen Gerhard Dönhoff und dessen zweiter Frau Sibylle Margarethe Herzogin von Brieg erfolgreich tätig war. Heute befindet sich das Gemälde im Museo del Prado in Madrid.
Nikolaus von Troilo starb am 3. Dezember 1640. Sein Leichnam wurde im Hochchor Breslauer Doms beigesetzt. Der mit ihm seit Studienzeiten befreundete Domherr Friedrich Berg stiftete an der Ostwand des Chores ein Epitaph, auf dem alle Titel und Verdienste des Verstorbenen verzeichnet waren.

## Veröffentlichungen
- Ara manalis illustri... viro Dn. Johanni Matthaeo Wackero a Wackenfels..., Olsnae 1630
- Preces in celebratione quadraginta horarum recitandae. Imprimebat Nissae, Iohannes Schubart, iussu et impensis Nicolai Troili, decani Wratislaviensis, 1631
- Farrago precum sacrarum in useum Catholicorum..., Sammlung von Bittgebeten, die Troilo am 6. September 1635 dem Breslauer Bischof Karl Ferdinand Wasa widmete (gedruckt 1636 bei Georg Baumann, Vratislaviae).